# 桑野晃輔
桑野 晃輔（くわの こうすけ、1990年10月16日 - ）は、日本の俳優、声優。兵庫県出身。mitt management所属。 

## 略歴
2006年に活動を開始し、ハリウッド映画でデビューした。2013年、日本大学芸術学部映画学科演技コース卒業。
以前は砂岡事務所に所属していた。
2025年5月23日、所属事務所の公式サイトにて一般女性と結婚したことを報告した。

## 人物
特技は野球、水泳、歌、スノーボード、スキー、関西弁（兵庫、姫路）。

## 出演
太字はメインキャラクター。

### 映画
- Lock and Roll Forever ロックンロール・フォーエバー（2009年） -　Punk Kid 役
- 色即ぜねれいしょん（2009年）
- お焼香（2011年） - 佐野修平 役
- 死ガ二人ヲ分カツマデ…　第2章　南瓜花　-nananka-（2012年） - 岩田浩二 役
- ソラから来た転校生（2013年） - ターボ（田島広志） 役
- グラフィティ!!（2013年） -  石原貴之（ジャックナイフ） 役
- 唄え!裸舞ソング ふれてGコード（2021年5月7日→6月18日、オーピー映画 角屋拓海監督）- レコード会社の男 役
- 文豪ストレイドッグス BEAST (2022年）- 谷崎潤一郎 役
- 日越外交関係樹立50周年記念映画『 LegendSamurai(仮)』（2023年12月公開予定）

### テレビドラマ
- 恋して悪魔〜ヴァンパイア☆ボーイ〜（2009年7月 - 9月、フジテレビ） - 島津義一 役
- 男子ing!!（2013年1月、東京MX放送） - 遠藤先生 役
- 撃てない警官 第4話（2016年1月、WOWOW）
- かもしれない女優たち - 2016 - （2016年10月、フジテレビ）
- 嘘の戦争 第1話（2017年1月、関西テレビ）
- 闇の法執行人 第3話（2017年6月24日、J:COMプレミアチャンネル） - 柏原敦史 役
- 家政夫のミタゾノ 第7シーズン 第4話（2025年2月4日、テレビ朝日） - 鶴川太一 役[7]

### テレビアニメ
2016年
- 僕のヒーローアカデミア（2016年 - 2024年、青山優雅、鱗飛竜） - 7シリーズ
- チア男子!!（鈴木総一郎）

2018年
- 若おかみは小学生!（三木創太）
- ポケットモンスター サン&ムーン（マーレイン）

2019年
- この音とまれ!（男子生徒、軽音部、教師、津田、尚哉 他） - 2シリーズ

2024年
- 外科医エリーゼ（男子A）

2025年
- 完璧すぎて可愛げがないと婚約破棄された聖女は隣国に売られる（店主）

### 劇場アニメ
- 僕のヒーローアカデミア THE MOVIE 〜2人の英雄〜（2018年） - 青山優雅 役[17]
- 僕のヒーローアカデミア THE MOVIE ヒーローズ:ライジング（2019年） - 青山優雅 役[18]

### ラジオ
- オーディオ・シアターVOICES(ヴォイシズ)「今はどっちだ!?」（2017年3月 - 4月、Kiss-FM KOBE） - コウメイ 役
- ラジオシアター『文学の扉』「外科室／泉鏡花」（2019年6月9日・16日、TBSラジオ）

### ゲーム
- 僕のヒーローアカデミア バトル・フォー・オール（2016年、青山優雅[19]）
- ポケモンマスターズ / EX（2020年 - 2024年、ミクリ[20]）
- 神之塔：NEW WORLD（2023年、ウレック・マジノ）
- ミステリーの歩き方（2024年、椎葉）

### 舞台
- WILD ADAPTER（2008年3月、大阪厚生年金会館芸術ホール / シアターアプル）
- アンネ（「アンネの日記」より）（2009年11月、シアター代官山） - ペーター 役
- ミュージカル 忍たま乱太郎（2010年-2011年） - 七松小平太 役
  - 〜がんばれ六年生〜 初演 / 再演（2010年1月 / 2010年7月、シアターGロッソ)
  - 第二弾〜予算会議でモメてます!〜（2011年1月、シアターGロッソ）
- "P"s 〜美しき戦場の花婿〜（2010年5月、シアターグリーン） - 友永愛次郎 役
- 舞台版 イナズマイレブン（2010年9月、シアターGロッソ） - 風丸一郎太 役
- 贋作、宮本武蔵（2011年2月、伝承ホール / ABCホール） - 経林 役
- うそつきと呼ばないで（2011年3月、元麻布ギャラリー） - ゲスト出演
- ふしぎ遊戯〜朱雀編〜（2011年3月 - 4月、シアターサンモール） - 亢宿 役
- ミュージカル・テニスの王子様2ndシーズン（2011年 - 2014年） - 宍戸亮 役
  - 青学vs氷帝（2011年7月 - 9月、JCBホール ほか）
  - Dream Live 2011（2011年11月、神戸ワールド記念ホール / 横浜アリーナ）
  - 青学vs六角 （2011年12月 - 2012年2月、日本青年館 ほか）
  - 春の大運動会 2012（2012年5月13日、有明コロシアム）
  - Dream Live 2013（2013年4月 - 5月、横浜アリーナ / 神戸ワールド記念ホール）
  - 全国大会 青学vs氷帝（2013年7月 - 9月、TOKYO DOME CITY HALL ほか）
  - 春の大運動会 2014（2014年4月26日、横浜アリーナ）
  - Dream Live 2014（2014年11月、神戸ワールド記念ホール / さいたまスーパーアリーナ）
- 男子ing!!（2012年3月 - 4月、新宿SPACE107） - 遠藤先生 役
- ふしぎ遊戯〜青龍編〜（2012年4月 - 5月、銀座・博品館劇場） - 角宿 役
- 蒼い妖精とピノッキオ（2012年7月、あうるすぽっと） - ミスター・フォックス 役
- 真田十勇士（2012年9月 - 10月、サンケイホールブリーゼ / 全労済ホール スペース・ゼロ） - 根津甚八 役
- 銀河英雄伝説〜輝く星 闇を裂いて〜（2012年11月、東京国際フォーラムCホール） - カスパー・リンツ 役
- 男子ing!!（2013年3月、俳優座劇場） - 遠藤先生 役
- Nutcraker -くるみ割り人形-（2013年12月、六行会ホール） - くるみ割り人形 / コッペリウス 二役
- うさぎレストラン（2014年2月、六行会ホール） - 八蜘蛛 役
- 幕末奇譚 SHINSEN5〜外伝〜（2014年4月、博品館劇場） - 斎藤一 役
- 極上文學『ドグラ・マグラ』（2014年6月、紀伊國屋ホール / 7月、紀伊國屋サザンシアター） - モヨ子 役
- つかこうへいダブルス2014 『新・幕末純情伝』『広島に原爆を落とす日』（2014年8月 - 9月、シアタートラム） - 新撰組隊士 二宮／山崎部隊隊員 役
- HYSTERIC6（2014年12月、CBGKシブゲキ!!）　- 出水槇尾 役
- 極上文學『草迷宮』（2015年3月、紀伊國屋ホール / 4月、シアター・ドラマシティ） - 明 役
- 恋するアンチヒーロー（2015年5月、サンモールスタジオ） - 真中 役
- ハンサム落語 第六幕（2015年6月 - 7月、CBGKシブゲキ!! / テイジンホール）
- スペース トラベロイド（2015年8月、中野BONBON） - 玉地 役
- 黒いハンカチーフ（2015年10月、新国立劇場 中劇場） - 村木／ボーイ 役
- リーディングドラマ『朝彦と夜彦1987』（2015年10月-11月、赤坂 RED THEATER） - 朝彦 役
- 空想組曲vol.12「小さなお茶会。」（2015年12月、CBGKシブゲキ!!） - 亀山敦史 役
- 草葉の陰でネタを書く。（2016年2月、あうるすぽっと） - 池田 役
- キミが読む物語（2016年2月29日、あうるすぽっと） - ゲスト出演 ユウ 役
- 人間風車（2016年4月、六行会ホール）[21] - サム 役
- 『絵本合法衢 EHON GAPPO GA TSUJI』（2016年5月、あうるすぽっと） - 左枝大学之助 / うんざりお松 / 孫七 役[22]
- オタッカーズ・ハイ (2016年6月、小劇場B1) - 滝崎 役[23]
- ソラオの世界（2016年7月、Zepp ブルーシアター六本木） - シンディ 役[24]
- インフェルノ（2016年9月、シアターGロッソ） - スネーク 役[25]
- 朗読劇『解夏』（2016年10月、六行会ホール） - 高野隆之 役
- イライザ〜深海にひそむ初恋〜（2016年12月、中目黒キンケロシアター） - クラフト 役
- ミュージカル『花・虞美人』（2017年3月 - 4月、赤坂ACTシアター / 愛知県芸術劇場大ホール / 森ノ宮ピロティホール） - 趙高 役 [26]
- ハッピーハードラック（2017年6月27日、恵比寿・エコー劇場） - ゲスト出演 高田 役
- 朗読劇「陰陽師」〜藤、恋せば 篇〜（2017年7月、六行会ホール） - 陽公演 安倍晴明 役
- MIDSUMMER CAROL ガマ王子 vs ザリガニ魔人（2017年8月 - 9月、新宿シアターサンモール / ABCホール） - 堀米 役
- まわれ!無敵のマーダーケース（2017年10月、新宿サンモールスタジオ） - 藤澤 役
- 文豪ストレイドッグス（2017年12月 - 2018年2月、KAAT神奈川芸術劇場ホール / 森ノ宮ピロティホール / AiiA 2.5 Theater Tokyo） - 谷崎潤一郎 役
- 東海道四谷怪談（2018年3月、よみうり大手町ホール） - 直助権兵衛 役
- ミュージカル「しゃばけ 参 〜ねこのばば〜」（2018年4月、シアターサンモール）  - 日替わりゲスト ねこまた 役
- ミュージカル『青春-AOHARU-鉄道』3〜延伸するは我にあり〜（2018年5月、品川プリンスホテル クラブeX） - 東京公演ゲスト出演
- 火消哀歌（2018年8月、シアターグリーン）  - 助六 役
- 家庭教師ヒットマンREBORN! the STAGE（2018年9月21日 - 9月30日、天王洲 銀河劇場 / 2018年10月3日 - 10月6日、大阪・メルパルクホール大阪） - 獄寺隼人 役[27]
- ミュージカル「忍たま乱太郎」忍術学園 学園祭2018（2018年10月13日、舞浜アンフィシアター） - ゲスト出演  プロ忍者
- ハンサム落語 第十幕（2018年11月、CBGKシブゲキ!! / 大阪シアター朝日）
- 舞台「pet」─壊れた水槽─（2018年12月5日 - 9日、草月ホール） - 司 役
- シメタン 締め切り明けの探偵 プライベートアイ（2019年1月、浅草九劇） - 西野圭吾 役
- 戯曲探訪 つかこうへいを読む 2019春 テキスト「熱海殺人事件」（2019年2月、イマジンスタジオ）
- 文豪ストレイドッグス－三社鼎立－（2019年6月8日 - 7月10日、岩手 / 福岡 / 愛知 / 大阪 / 東京：日本青年館ホール） - 谷崎潤一郎 役
- 舞台『pet』 -虹のある場所-（2019年7月29日 - 8月4日、神田明神ホール） - 司 役
- 朗読劇『朝彦と夜彦1987』（2019年8月8日・10日、シダックスカルチャーホールＡ） -  朝彦 役
- 『光の祭典』（2019年8月21日 - 27日、こまばアゴラ劇場） -  藤原司 役
- 『勇者セイヤンの物語（仮）』（2019年10月24日 - 28日、シアター1010） - 1面のボス 役
- 「蘇州夜曲」（2019年11月17日 - 24日、紀伊國屋ホール) − 坂崎達也 役
- 『ビジネス』（2019年12月11日 - 18日、ザムザ阿佐谷) − 村上達也 役
- フォトシネマ朗読劇『HARAJUKU〜天使がくれた七日間〜』（2020年1月31日 ‐ 2月3日、中目黒キンケロシアター） - 林英雄 役
- 「カレイドスコープ-私を殺した人は無罪のまま-」（2020年2月20日 ‐ 3月1日、新宿FACE)　- 夏樹陸 役
- 「Shock in Room!-快晴学園高校職員室-」（2020年4月1日 - 5日、CBGKシブゲキ!!）新型コロナウィルスにより公演中止
- リーディングシアターVol.1 「RAMPO in the DARK」（2020年6月10日-14日、神田明神ホール）7月10日－24日　配信上映
- リモートシアター「ムカウミライ」（2020年8月17・18・21日、ZOOMライブ配信〕- ジー役/エヌ役
- 狂言公演「狂言男師～秋の章 【柿山伏・附子】～」（2020年9月20・21日、室生能楽堂） - ［柿山伏］畑主・［附子］太郎冠者 役
- 「迷子」（2020年11月21日 - 29日、東京芸術劇場シアターウエスト） - 加藤雪哉 役
- 声のプロフェショナルが奏でるリーディングシェークスピア「マクベス」（2020年12月2日、サンシャイン劇場） - シーワード/魔女ほか 役
- 劇団時間制作 第二十三回本公演「断・捨・離」三部作（2021年2月1日-28日、シアター風姿花伝） - 　役　新型コロナウィルスにより公演中止
- 「This is a お感情博士！」（2021年6月4日-13日、俳優座劇場） - 円楽 役
- 『12人の怒れる男』（2021年7月30日-8月1日、大阪市立芸術創造館、8月12日-15日、赤坂RED/THEATER）- 陪審員7号 役
- 「UNKNOWN」（2021年12月1日-12月19日、雜遊）- 春本一澄／小出千春 役
- 極上文學『ジキルとハイド』（2022年1月22日-30日、紀伊國屋サザンシアター）- ハイド 役
- 「白い星」（2022年2月16日-20日、ザ・ポケット）-  棒田孝之 役
- 『ガリレオ★CV2』（2022年4月13日-17日、博品館劇場）- 北原信二 役
- 「フォーティンブラス」（2022年【東京】6月3日-9日、自由劇場 【大阪】6月18日-20日、梅田芸術劇場 シアター・ドラマシティ  【愛知】6月28日-30日、穂の国とよはし芸術劇場PLAT)　-　岸川和馬　役
- mediterranean lily and fever ～serious vol1～「シカク」（2022年8月10日 - 14日、シアター風姿花伝） - 男B 役
- トム・プロジェクト プロデュース『ソングマン ～翔べ！三ツ矢高校・男子コーラス部～』（2023年3月19日、一関文化センター/3月21日 - 3月26日、こくみん共済 coop ホール スペース・ゼロ）- 山本真也 役[28]
- CCCreation Presents 舞台「桜姫東文章」(2023年5月3日 ‐ 10日、こくみん共済 coop ホール／スペース・ゼロ) - 粟津七郎/小雛/仙太郎　役
- 文豪ストレイドッグス－共喰い－（2023年6月9日 - 6月11日、COOL JAPAN PARK OSAKA WWホール/６月22日‐7月2日、 日本青年館ホール） - 谷崎潤一郎 役[29]
- 未踏（2023年11月1日 - 5日、座・高円寺1 ） - 久保寺逸彦 役
- 白虎隊 ザ・アイドル（は2023年11月29日 - 12月3日、シアターサンモール）クロベ勇 役[30]
- 朗読劇『朝彦と夜彦1987』（2024年1月9日・13日、渋谷区文化総合センター大和田 さくらホール）朝彦 役[31]
- 舞台『淡海乃海-天下静謐の雫となりて-』（2024年5月29日 - 6月2日、草月ホール） - 細川藤孝 役[32]
- 舞台『リーマンズクラブ』（2024年9月5日 - 11日、シアターサンモール） - 猿橋佑慧 役[33]
- 舞台「権乱業火～懊悩の信念～」（2025年4月4月9日～13日、ザ・ポケット）- 狼喜 役[34]
- 『となりのホールスター』（2025年7月17日～27日、テアトルBONBON）- 猿渡 役

### インターネット
- Movie『バンビのアリス〜フィアンセが3人！？〜』（2016年4月1日 - ） - 萩里大和 役
- 眠らない羊たちの朗読会『深海のカンパネルラ』（2020年6月28日）ライブ配信 - 車掌/まもる 役
- ふしぎ研究会★【不思議のタネ】奇妙なマンガ動画（2020年9月 - ）YouTube　- 新田原風羽（にゅうたばるかぜは）役
- GACHI☆LIVE!!7周年企画 〜ライブができないなら 配信しちゃえばいいじゃないカラオケSP〜（2020年12月19日）ライブ配信
- 眠れぬ夜の心を包む静かな静かな朗読劇　「甘いと立派」「言わなきゃな」「本当にある？」　（2025年5月～）open.spotify.com

### 写真集
- 1st Photo&Diary 『800miles』（2014年7月20日）

### DVD
- 『5days,6nights』〜Photo&Diary 『800miles』 ドキュメンタリーDVD〜（2014年6月20日）

### ライブ・イベント
- 〜年末スペシャル♪〜 桑野晃輔☓伊勢大貴 GACHI LIVE  ☆sideK、☆sideD（2013年12月30日、赤坂BLITZ）
- GAAACHI☆LIVE！！〜プレイボール！東名阪ツアー（2014年5月3日・6日・25日、赤坂BLITZ ほか）
- 赤澤燈・桑野晃輔「チャレンジ倶楽部」イベント〜ふぇっさぽんぴんお披露目です☆〜（2014年10月13日、時事通信ホール）
- ☆伊勢大貴×桑野晃輔 GACHI LIVE ！！！〜乗りこなせ！俺らのBig Beat Wave〜（2015年8月12日、鎌倉市腰越海岸 Beach House EDEN）
- GACHI☆LIVE!! 2016 〜BAN BAN 翔ばすぜ！東西歌花火〜（2016年7月21日、新宿ReNY / 25日、 ESAKA MUSE）
- 音楽朗読劇『SOUND THEATRE チア男子!!〜GO!音劇男子!!〜』（2016年10月、舞浜アンフィシアター） - 鈴木総一郎 役
- ブレイカーズ男祭り 2016（2016年12月4日、舞浜アンフィシアター） - 鈴木総一郎 役
- Good Looking On Fes.（2017年10月29日、恵比寿ザ・ガーデンホール）
- GACHI☆LIVE!!  5th anniversary special LIVE〜永久不変〜（2017年12月30日、新宿ReNY）
- Good Looking On Fes.（2018年2月12日、恵比寿ザ・ガーデンホール）
- 新春！GACHI☆LIVE!!  ～一富士二鷹三神ライブ！！アニソン王に俺はなる！～（2019年1月6日、CLUB SEATA）
- MASH UP!　presents CLIESONIC（2019年2月6日・7日、渋谷ストリームホール）
- GACHI☆LIVE!!  7th 『No Music,No!Hey!Say!』（2019年10月6日、CLUB SEATA）
- コントステージ　「ミットナイトvol.1」（2021年10月9日-10日、歌舞伎町Sparkle）
- ただいま！GACHI☆LIVE!!2022～今年はアコースティックで魅せます！〜　(2022年2月26日→5月5日に延期、eplus LIVING ROOM CAFE & DINING）
- GACHI☆LIVE!! THE FINAL ～10年今までありがとう！～ (2023年8月19日(土) 赤羽ReNYα)[35]
- ラジ友マーダーミステリー「闇夜に浮かぶ真実」 (2024年1月6日(土) セシオン杉並ホール)

## ディスコグラフィ

### キャラクターソング
| 発売日   | タイトル                                             | 歌                                           | 楽曲                                           | 備考                                         |
| 2016年   | 2016年                                               | 2016年                                       | 2016年                                         | 2016年                                       |
| -------- | ---------------------------------------------------- | -------------------------------------------- | ---------------------------------------------- | -------------------------------------------- |
| 8月17日  | LIMIT BREAKERS                                       | BREAKERS                                     | 「LIMIT BREAKERS」                             | テレビアニメ『チア男子!!』エンディングテーマ |
| 10月26日 | チア男子!! 第2巻特装限定版特典 SPECIAL CD            | 鈴木総一郎（桑野晃輔）、長谷川弦（小西克幸） | 「PRICELESS DAYS」                             | テレビアニメ『チア男子!!』関連曲             |
| 11月16日 | TVアニメ『チア男子!!』キャラクターソングミニアルバム | 鈴木総一郎（桑野晃輔）                       | 「Create The Future 〜体当たりで突き進め！〜」 | テレビアニメ『チア男子!!』関連曲             |

### シリーズ一覧
1. ↑  第1期（2016年）、第2期（2017年）、第3期（2018年）、第4期（2019年 - 2020年）、第5期（2021年）、第6期（2022年 - 2023年）、第7期（2024年）
2. ↑  第1クール（2019年）、第2クール（2019年）

### ユニットメンバー
1. ↑  坂東晴希（米内佑希）、橋本一馬（岡本信彦）、徳川翔（小野友樹）、溝口渉（杉田智和）、遠野浩司（林勇）、鈴木総一郎（桑野晃輔）、長谷川弦（小西克幸）